# Hugues Cuénod
Hugues-Adhémar Cuénod, né le 26 juin 1902 à Corseaux (Vaud) et mort le 6 décembre 2010 à Vevey,, est un ténor suisse propriétaire du château de Lully, qui lui servait de résidence d'été, et établi dans une maison familiale située sur la place du Marché à Vevey.

## Carrière
Il commence ses études musicales à l'institut Ribeaupierre de Lausanne et les poursuit aux conservatoires de Genève et Bâle, ainsi qu'à Vienne où il prend des cours de chant auprès de Mme Singer-Burian de 1925 à 1927. Elle lui fait modifier son registre vocal en le faisant passer de baryton léger à ténor.
Il fait ses débuts de concertiste vocal en 1928 à Paris dans Johnny spielt auf (Johnny mène la danse) d'Ernst Křenek en première française, interprète le rôle principal du Pont d'or de Maxime Jacob, et des cantates de Jean-Sébastien Bach sous la direction de Vincent d'Indy.
En 1929, il participe à la création en Grande-Bretagne de Bitter Sweet de Noel Coward, qu'il reprend aux États-Unis. De 1930 à 1940, il aborde les grands rôles du répertoire avec une prédilection pour la musique du XXe siècle : il interprète, entre autres, Les Noces d’Igor Stravinsky, Le paradis perdu d'Igor Markevitch, La danse des morts d'Arthur Honegger.
À partir des années 1940, il étend son répertoire vers la musique ancienne ; il participe avec Nadia Boulanger à la redécouverte de Monteverdi. En 1943, il donne une prestation remarquée de l'évangéliste dans la Passion selon saint Matthieu de Bach sous la direction d'Ernest Ansermet, et enregistre des partitions profanes de la période médiévale (Gilles Binchois pour le XVe siècle et Guillaume de Machaut pour le XIVe siècle). À cette époque, il enseigne aussi le chant au conservatoire de Genève. À Venise, en 1951, il participe, aux côtés d'Elisabeth Schwarzkopf, à la création de l'opéra de Stravinsky The Rake's Progress sous la direction du compositeur. C'est ensuite Le Chevalier à la rose de Richard Strauss, et Wozzeck d'Alban Berg.
Il représente un exemple rare de longévité et d'éclectisme dans le chant, interprétant l'un de ses derniers rôles le 10 mars 1988 à 85 ans, en empereur de Chine dans Turandot de Puccini, au Metropolitan Opera de New York. Il fête son centenaire quand il reçoit, en 2002, le prix World of Song de la Fondation Lotte Lehmann.
Hugues Cuénod signe le 26 juin 2007, jour de son 105e anniversaire, un partenariat enregistré avec Alfred Augustin, son compagnon depuis vingt-cinq ans.
Il meurt à l'âge de 108 ans, le 6 décembre 2010, à Vevey.